# فدریکو براون
 فدریکو براون (انگلیسی: Federico Browne؛ زاده ۷ آوریل ۱۹۷۶) یک تنیس‌باز اهل آرژانتین است.